# Arbrå Smide
Arbrå Smide var en smidesverkstad i Arbrå mellan åren 1945 och 1967.

## Historik
Wilhelm Wikström var född 1881 och uppvuxen i Enånger. Han startade en egen smedja i Färila och under hela första världskriget tillverkade han hästskor till armén. Efter en brand i smedjan 1919 flyttades verksamheten till Järvsö och en ny smedja byggdes.

## Verksamheten i Arbrå

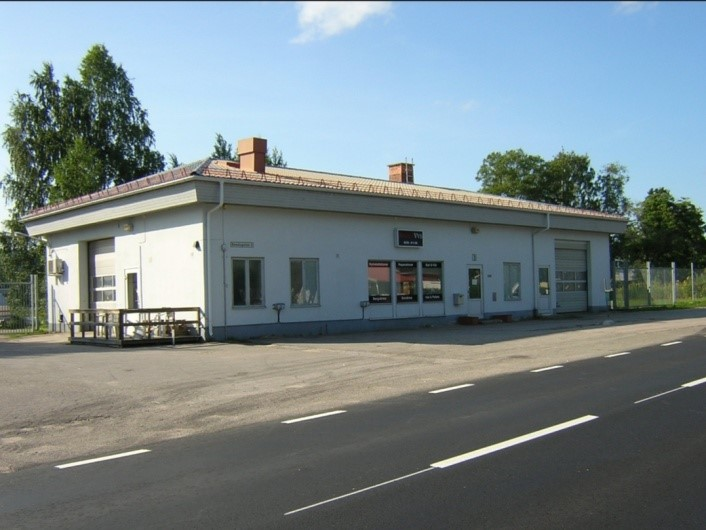
Arbrå Smide, Exteriörbild Bondegatan 3 Arbrå.

Han kom till Arbrå 1945 från Järvsö och startade Arbrå Smide tillsammans med sonen Gustaf, född 1913, i den stora tegelbyggnaden som varit Arvidssons Gjuteri. Verksamheten utvecklades tillsammans med Gustaf och bestod av hästplogar, hjulsladdar och legoarbeten. År 1947 ritades, och bygglov söktes, för en ny smidesverkstad i Koldemo på Per-Jons marker vid södra infarten till Arbrå. Samtidigt installerades en BP-mack inklusive smörjhall. 1948 var bygget klart.

## Tillverkning
Efterfrågan på nya produkter var stor och när Wilhelm dog i augusti 1948 tog Gustaf, som även han nu blivit Smidesmästare, helt över ledningen och utvecklade bl.a. vägsladdar, farmaraggregat, oljetankar, väghyvlar, plogar och frontlastaraggregat.1951 var arbetsstyrkan 6 personer. Gustaf avled 1955 och hustrun Märta drev verksamheten ytterligare ett år och 1956 såldes firman till Evald Strömstedt som fortsatte med samma  produkter. Efterfrågan minskade emellertid då konkurrensen från större företag ökade och 1967 köpte BP fastigheten och drev bensinstationen till 1980. Lokalerna ägs idag av Birger Dahren och används av företaget Stugservice Hälsingland.